# مؤسسه تحقیقات کهنسالی و طول عمر بارشوپ

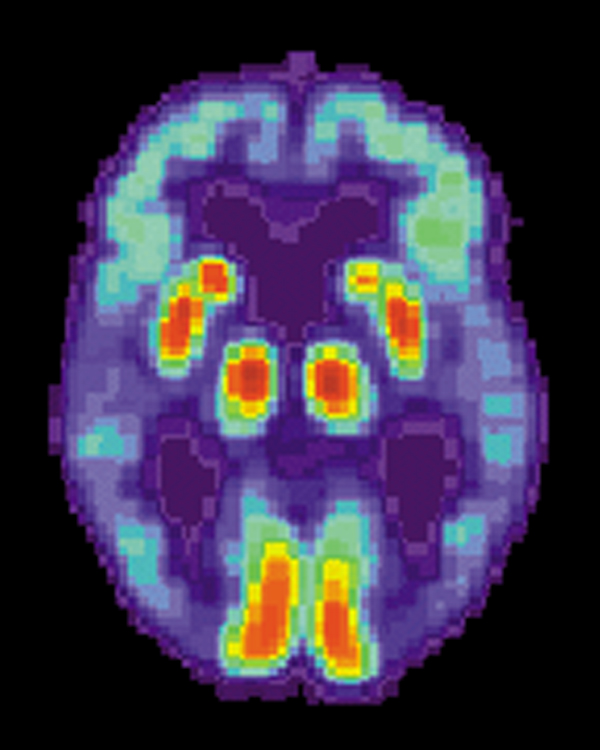
پت اسکن از بیماری الزایمر

مؤسسه تحقیقات کهنسالی و طول عمر بارشوپ (به انگلیسی: The Barshop Institute for Longevity and Aging Studies) یک مرکز پژوهشی علوم ژریاتریک در ایالات متحده آمریکا است. این مرکز متعلق به مرکز علوم درمانی دانشگاه تگزاس در سن آنتونیو است.
این مرکز یکی از مراکز اصلی و شناخته شده در جهان در علوم ژریاتریک می‌باشد.
طرح این مرکز در ۱۹۹۱ ریخته شد و در سال ۲۰۰۸ نزدیک به ۲۸ میلیون دلار بودجه تحقیقاتی از مؤسسه ملی کهنسالی دریافت نمود. از نظر بودجه تحقیقاتی فدرال، این مرکز بزرگترین مرکز پژوهشی ژریاتریک در تگزاس است.

## جستارهای مربوطه
- بیمارستان تحقیقاتی اطفال سنت جود